# Мухаммад Фал
Мухаммад IV Фал ульд Сіді-Мбаїріка (араб. محمد فال ولد سيدي ولد محمد لحبيب; д/н —1887) — 17-й емір Трарзи в 1886—1887 роках.

## Життєпис
Походив з арабської династії ульд-ахмед ібн даман, гілки ульд-аль-шеркі. Син еміра Сіді-Мбаїріки. 1871 року після загибелі батька втік до французької колонії Ваало. Тут невдовзі разом з братами Ахмедом Дайдою і Бабою доєднався до війська стрийка Алі Діомбота. Брав участь у поваленні іншого стрийка — еміра Ахмед Саліма I.
1886 року за підтримки візира Хаярума ульд Мухтар Сіді у жовтні 1886 року організував вбивство еміра Алі III, ставши новим володарем Трарзи. Втім проти нього повстав стрийко Амар Салім. Внаслідок запеклої кампанії емір Мухаммад IV зазнав низку поразок, в яких загинули його брати.
У грудні 1886 року було розбито основні сили Мухаммада IV, але він продовжив боротьбу. Тоді у січні 1887 року Амар Салім запропонував зустрітися з останнім для перемовин щодо умов визнання Мухаммада IV еміром. Втім під час зустрічі неподалік від міста Дагана Мухаммада IV було вбито, а Амар Салім захопив трон.